# GAZ-MM
Der GAZ-MM (russisch ГАЗ-ММ) ist ein leichter sowjetischer Lkw, der im Gorkowski Awtomobilny Sawod von 1938 bis 1947 und im Uljanowski Awtomobilny Sawod von 1947 bis 1950 oder 1951 produziert wurde. Er war der Nachfolger des GAZ-AA, Hauptabnehmer der Fahrzeuge war die Rote Armee.

## Fertigungsgeschichte

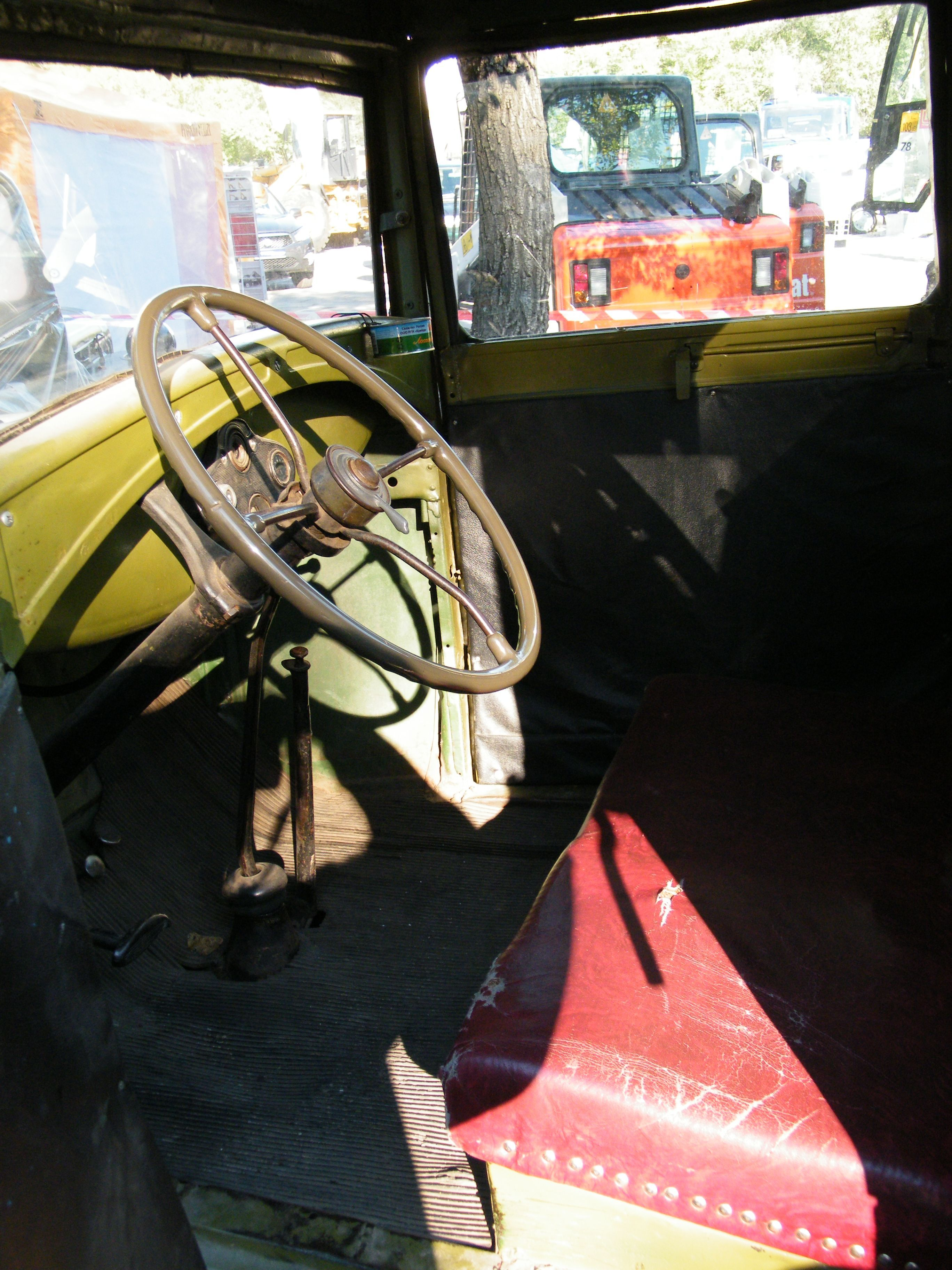
GAZ-MM, Fahrerhaus

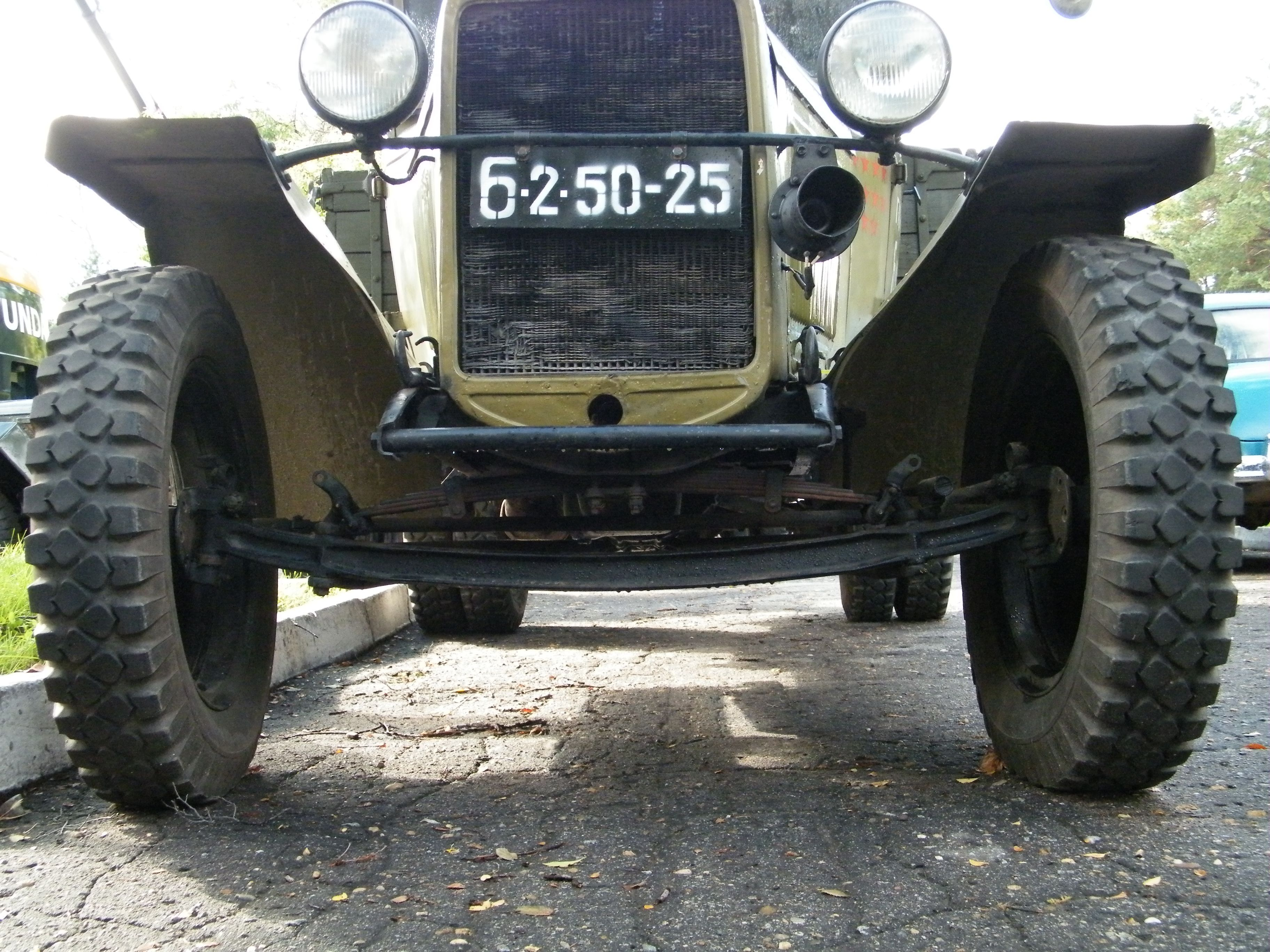
GAZ-MM, Vorderachse

Der GAZ-AA war ursprünglich eine exakte Kopie des US-amerikanischen Ford-AA. Der Wagen wurde als zweitüriger Pick-up konzipiert und war mit mechanischen Bremsen an beiden Achsen ausgestattet. Zwischen 1938 und 1942 liefen GAZ-AA und GAZ-MM parallel vom Band. Bis 1942 unterschied sich der GAZ-MM vom GAZ-AA nur durch einen stärkeren Motor, der vom GAZ-M1 übernommen wurde, und kleinere Änderungen in der nicht sichtbaren Mechanik.
Wie in der sowjetischen Kraftfahrzeugproduktion üblich, wurden die Fahrzeuge zu Kriegszeiten aus Materialknappheit vereinfacht. Dächer wurden aus Stoff gefertigt, der rechte Scheinwerfer ebenso wie die Stoßstangen eingespart und Schutzbleche stark vereinfacht. 1943 begann man die Fahrerkabine aus Holz zu fertigen. Im Jahr 1947 verlagerte man die Produktion ins Uljanowski Awtomobilny Sawod, um bei GAZ Kapazitäten für die Fertigung des Nachfolgers GAZ-51 zu gewinnen. Das Produktionsende wird in der Literatur traditionell mit 1950 angegeben. Neuere Veröffentlichungen sprechen von 1951, vereinzelt wird auch 1956 als letztes Baujahr genannt, wobei sich diese Angabe nicht in der einschlägigen Literatur findet und zweifelhaft ist, ob in den Jahren von 1951 bis 1956 nicht lediglich verschlissene Fahrzeuge generalüberholt wurden.
Auf Basis des GAZ-MM wurden zusätzlich der mit Kohlengas angetriebene GAZ-43 und das Halbkettenfahrzeug GAZ-65 entwickelt. Weiterhin basiert der Kipper GAZ-410, der von 1940 bis 1950 gebaut wurde, auf dem GAZ-MM. Der von 1939 bis 1946 gebaute und mit Holzgas betriebene GAZ-42 beruhte im Entwurf zwar noch auf dem GAZ-AA, die in Serie gebauten Fahrzeuge verwendeten jedoch den GAZ-MM als Basis. Die erste Version des GAZ-62 mit Allradantrieb von 1940 verwendete Baugruppen des GAZ-MM. Von 1938 bis 1950 wurde auf Basis und mit Komponenten des GAZ-MM der erste in Großserie hergestellte sowjetische Krankenwagen gebaut, der GAZ-55.

## Technische Daten
- Motor: Vierzylinder–Ottomotor
- Hubraum: 3,285 l
- Leistung: 50 PS (37 kW)
- Verdichtung: 1:4,6
- Treibstoffverbrauch: 21 l/100 km
- Tankinhalt: 40 l
- Höchstgeschwindigkeit beladen: 70 km/h
- Getriebe: mechanisch, 4 Vorwärtsgänge, 1 Rückwärtsgang
- Antriebsformel: (4×2)

Maße und Gewichte
- Länge: 5335 mm
- Breite: 2040 mm
- Höhe: 1970 mm
- Radstand: 3340 mm
- Reifenabmessungen: 6,50–20
- Leergewicht: 1810 kg
- Zuladung: 1500 kg